# Alandi
Alandi, est une ville et un conseil municipal du district de Pune dans l'État indien du Maharashtra. Lors du recensement de l'Inde de 2011, sa population s'élève à 28 576 habitants.